# Оперативный приём
Оперативный приём — период хирургической операции, заключающийся в выполнении основной её задачи (диагностика заболевания, лечение). От названий оперативных приёмов образуются названия хирургических операций.

## Образование названий хирургических операций
По существующей номенклатуре название операции строится из названия (названий) оперируемых органов и основного применяемого оперативного приема. При этом (в большинстве случаев в словах греческого происхождения) название операции объединяется в одно слово (энтеротомия, холецистэктомия, пульмонэктомия, оментокардиопексия, эндартерэктомия, биоварэктомия, миотомия). В ряде случаев (в основном, в словах латинского происхождения) название операции состоит из двух слов (резекция 7/8 желудка, ампутация бедра в средней трети). Особенности оперативного доступа, анестезиологического обеспечения вводят в название операции уточняющие прилагательные (пункционная биопсия печени, эндоскопическая папиллосфинктеротомия).

## Виды оперативных приёмов
Существуют следующие оперативные приёмы:
- ectomia — удаление органа;
- tomia — рассечение органа;
- resectio — иссечение части органа;
- pexia — подшивание одного органа (например, сальника) к другому;
- rrhaphia — ушивание;
- stomia — наложение свища;
- anastomosis — наложение соустья;
- punctio — прокол;
- biopsia — взятия материала для прижизненного морфологического исследования, делится на пункционную, резекционную, щипковую;
- dilatatio — расширение просвета органа;
- extractio — извлечение из просвета органа инородного тела или грубо измененного патологическим процессом образования (например, литоэкстракция, экстракция катаракты).
- amputatio — отсечение органа. Данный термин чаще всего применяется к органам наружной локализации (например, ампутация конечности, молочной железы, полового члена, языка). Исключение составляет прижившийся в гинекологической практике термин ампутация матки (правильный синоним — гистерэктомия).
- replantatio — восстановление месторасположения органа после его отсечения или отрыва (например, реплантация конечности, реплантация почечной артерии в протез аорты).
- transplantatio — пересадка органа;
- implantatio — вшивание части органа, кусочка ткани, фармакологического препарата или устройства (например, имплантация искусственного водителя ритма);
- reconstructio — восстановление структуры органа;
- протезирование — замена органа на искусственный протез (например, протезирование аорты, яичка, культи глаза);
- шунтирование — способ налаживания оттока крови или содержимого в органе в обход существующему препятствию (например, аорто-коронарное шунтирование, бифуркационное аорто-бедренное шунтирование, плевро-перитонеальное шунтирование);
- стентирование — внедрение в просвет полого органа специальной конструкции (стента), позволяющей расширить его просвет и удерживать его в таком состоянии (например, стентирование почечной артерии, правого верхнего главного бронха).